# One World Trade Center
One World Trade Center (de asemenea, 1 World Trade Center, One WTC sau 1 WTC) este un complex de  clădiri din Manhattan, New York, ridicat în memoria fostului complex de clădiri World Trade Center, distrus în atentatele teroriste din 2001. Complexul are un număr de șapte clădiri, fiecare purtând numele fostelor clădiri WTC. Cea mai înaltă clădire este One World Trade Center, Freedom Tower sau One World Observatory și are o înălțime de 541,3 m. În locul celor două turnuri gemene World Trade Center (WTC) astăzi există un monument conceput în memoria victimelor care au murit pe 11 septembrie 2001 în urma atacurilor teroriste.

## Descriere
Design-ul inovator al turnului conceput de către arhitectul David Childs a fost ales special pentru a putea rezista eventualelor atacuri, fiind aproape indestructibil. Forma ascuțită a acestuia simbolizează renașterea poporului american după 11 septembrie. One World Trade Center este cea mai înaltă clădire din zona Lower Manhattan.